# Cristino Castro
Cristino Castro est une municipalité brésilienne située dans l'État du Piauí.